# Ligne de tramway 468
La ligne 468 est une ancienne ligne de tramway du SNCV Groupe de Clavier de la Société nationale des chemins de fer vicinaux (SNCV) qui a fonctionné entre 1914 et 1947.

## Histoire
La ligne est mise en service en 1914 et fermée en 1947[réf. nécessaire].

## Infrastructure

### Dépôts et stations
Warzée.

## Exploitation

### Horaires
Tableaux :
- 468 en 1931[1].